# Balatonalmádi
Balatonalmádi è una città di 8.795 abitanti situata nella contea di Veszprém, nell'Ungheria nord-occidentale.